# Hacavitz
Hacavitz es una banda de black metal de Querétaro, México fundada en el 2003 por Antimo Buonnano. Toma su nombre de una entidad adorada por los mayas relacionada con la muerte; sus temáticas son la misantropía y el nihilismo, y ha combinado en sus composiciones el inglés, el español y el náhuatl.
Actualmente, Hacavitz está integrada por Antimo Bounanno, en voz y guitarra, y único miembro fundador que se mantiene en la banda. En sus cambios de alineación ha habido, como consecuencia, varias etapas en lo que respecta a sus composiciones y estilo.
Hacavitz ha realizado giras en Europa, Canadá, Sudamérica y gran parte de México. Se ha presentado en festivales de talla internacional como el "Netherlands Deathfest", "Covenant Fest" y el "Quebec Deathfest", alternando escenario con bandas como Mayhem, Emperor, Carcass, At the Gates, 1349, Sadistic Intent, etc.
Hasta ahora, cuenta varios materiales discográficos, de los cuales 5 son álbumes de estudio de larga duración. Su primer álbum titulado "Venganza" y el segundo titulado "Katum" (etapa Death Metal) fueron lanzados a través del sello Moribund Records. El tercer disco " Metztli Obscura" fue lanzado a través del sello mexicano Embrace My Funeral Records. "Darkness Beyond" fue el cuarto álbum de esta agrupación en el que la propuesta cambia a un sólido Black Metal y fue lanzado por el sello Dark Descent Records (EUA) y Concreto Records (MX). "Nex NIhil" es el quinto Full-length de Hacavitz este mantiene su esencia oscura y densa del Black Metal que viene desplegando en sus dos anteriores trabajos, este material fue lanzado a través de distintos sellos discográficos; MAT Records se encargó de México, mientras tanto en Suecia en versión vinil de 12" Blood Harvest Records, en EUA fue lanzado bajo el sello Moribund Records y en Tailandia por el sello Inhuman Assault Productions. En el año 2020 lanzaron 2 splits:  "Ad Noctem" con Espectrum Mortis (España) bajo el sello VOMIT Records y "Tercer Nadir Venenoso" con Valdraveth/Theurgia bajo MAT Records. 

## Miembros

### Miembros actuales
- Antimo Buonanno - guitarra, bajo, voz (2003-) (Profanator, Castleumbra, Reverence To Paroxysm, Skid Raid,Blood Reaping, Demonized, ex-Impiety, ex-Disgorge, Domain, Ravager)
- Cesar Sánchez - batería (2011-)
- Fernando León Cortés - guitarra (2017-)
- Alan Di González - bajo (2022-)

### Miembros anteriores
- Edgar García - bajo
- Ivan Ochoa - guitarra
- Eduardo Guevara - guitarra
- Antonio Nolasco - bajo
- Óscar García - batería
- Alberto Allende Montesinos - batería

## Discografía
Álbumes
| Venganza        | Full-length | 2005 |
| Katun           | Full-length | 2007 |
| Metztli Obscura | Full-length | 2010 |
| Darkness Beyond | Full-length | 2015 |
| Nex Nihil       | Full-length | 2017 |
| Muerte          | Full-length | 2024 |

EP´s
| Hacavitz | EP | 2004 |
| Ojpanna  | EP | 2012 |

Splits
| Apocalyptik Blasphemy of the Revolutionists | Split       | 2006 |
| Rituals of the Night                        | Split       | 2008 |
| Hacavitz & Shit                             | Split       | 2015 |
| Kauitl Palaktik                             | Compilation | 2017 |
| -Ad Noctem-                                 | Split       | 2020 |
| Tercer nadir venenoso                       | Split       | 2020 |
| Jun K'aal Xiutin                            | Compilation | 2023 |